# Мийи, Этьенетта де
Этьенетта де Мийи (умерла в 1197 году) — сеньора Трансиордании и влиятельная фигура в Иерусалимском королевстве.
Дочь Филиппа де Мийи, сеньора Наблуса, и Изабеллы Трансиорданской, дочери и наследницы Мориса, сеньора Трансиордании. Благодаря женитьбе на ней несколько человек побывало владетелями Трансиордании.

## Биография
Первым мужем был Онфруа III де Торон, свадьба состоялась в 1163 году, а в 1173 году он умер. Их сын Гумфрид (Онфруа) стал сеньором Торона, а дочь Изабелла вышла замуж за царя Киликийской Армении Рубена III. Вторым мужем Этьенетты был Миль де Планси, убитый в 1174 году.
В 1176 году она вышла замуж в третий раз, за Рено де Шатильона, князя Антиохии, недавно выпущенного из плена в Алеппо.
Благодаря женитьбе на Этьенетте Рено получил титул сеньора Трансиордании и использовал своё положение для нападения на мусульманские караваны и на паломников; в 1183 году он планировал напасть на Мекку. В том же году сын Этьенетты Онфруа женился на принцессе Изабелле, свадьба проходила в замке Карак. Этьенетта ненавидела мать своей невестки Марию Комнин. Свадебная церемония была прервана Саладином, который осадил крепость. Этьенетта напомнила Саладину, что когда давным-давно он был пленником в этой крепости, ему были оказаны многие почести. Саладин не снял осаду, но согласился не атаковать башню, в которой жили Онфруа и Изабелла. Вскоре осада была снята по приказу Балдуина IV.
Рено продолжал разорять караваны и нападать на паломников, это привело к нападению Саладина на королевство в 1187 году. Рено был убит во время битвы при Хаттине, а Онфруа попал в плен. Саладин согласился обменять его на крепости Карак и Монреаль, однако замки отказались сдаваться, и Онфруа был вынужден вернуться в плен. (Вскоре Саладин всё-таки сжалился и отпустил его). Трансиордания и все замки сеньории были захвачены Саладином в течение нескольких лет после хаттинской катастрофы и никогда уже не вернулись в руки христиан, так как были слишком далеки от побережья.
Поскольку сын умер раньше Этьенетты, её наследницей, а также наследницей Торона стала дочь Изабелла.
Другая Этьенетта де Мийи приходилась кузиной первой. Она была дочерью Генриха из Наблуса, замужем за Вильгельмом Дорелем, сеньором Ботрона, родив ему дочь, Луцию. После его смерти, около 1179 года, она вышла замуж за Гугона III Эмбриако, сеньора Жибле (умер в 1196). В 1197 году Этьенетта находилась в армии, осаждавшей город Жибле, захваченный мусульманами, и подкупила стражу открыть ворота. Вскоре после этого она умерла. От Гугона у неё был сын Ги (Гвидон) I Эмбриако, сеньор Жибле.